# Dermechinus horridus
Dermechinus horridus is een zee-egel uit de familie Echinidae.
De wetenschappelijke naam van de soort werd in 1879 gepubliceerd door Alexander Agassiz.